# فيلق الجيش الرابع والعشرون (الفيرماخت)

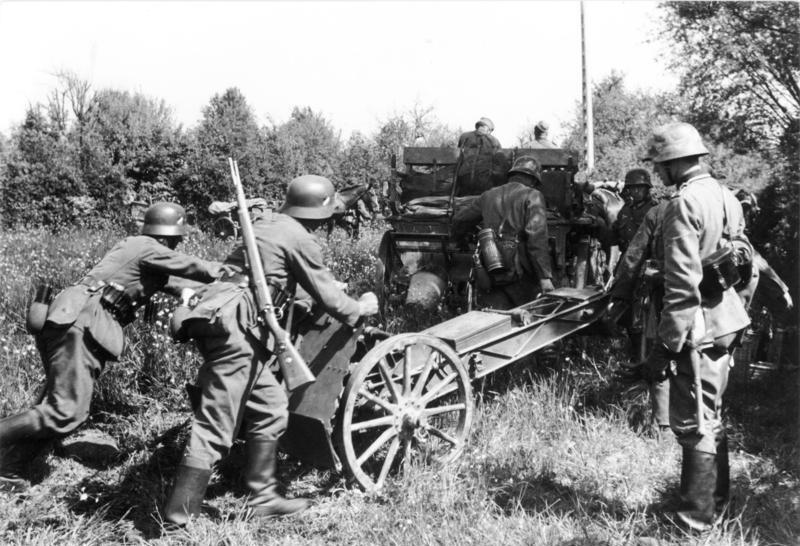

فيلق الجيش الرابع والعشرون (بالألمانية: XXIV. Armeekorps)‏ كانت وحدة تابعة للجيش الألماني خلال الحرب العالمية الثانية . تم إعادة تعيين الوحدة عدة مرات؛ في الأصل كونه Generalkommando der Grenztruppen Saarpfalz، فيما بعد Generalkommando XXIV. Armeekorps، ثم الرابع والعشرون. Armeekorps (mot.) وأخيرا الفيلق الرابع والعشرون.

## قيادة الجنرالات
- الجنرال دير بايونير والتر كونتز - 1 أكتوبر 1938 حتى 14 فبراير 1940
- جنرال دير كافاليري / جنرال دير بانزرتروبي ليو جير فون شويبنبرج - 14 فبراير 1940 حتى 7 يناير 1942
- جنرال دير بانزرتروبي ويليبالد فون لانغرمان أوند إرلينكامب - من 7 يناير حتى 3 أكتوبر 1942 (كيا)
- الجنرال دير بانزرتروبي أوتو فون نوبيلسدورف - 3 أكتوبر حتى 30 نوفمبر 1942
- Generalleutnant Martin Wandel - 30 نوفمبر 1942 حتى 14. يناير 1943 (MIA)
- Generalleutnant Arno Jahr - 14 يناير حتى 20 يناير 1943 (م. فب ؛ انتحار)
- Generalleutnant Karl Eibl - 20 يناير حتى 21 يناير 1943 (كيا)
- Oberst أوتو هايدكامبر - 21 يناير حتى 9 فبراير 1943 (m.st. فب )
- اللواء دير بانزرتروب والثر نرينج - 9 فبراير 1943 حتى 27 يونيو 1944
- Generalleutnant Fritz-Hubert Gräser - من 27 يونيو حتى 5 أغسطس 1944
- Generalleutnant Karl von Le Suire - 5 أغسطس حتى 20 أغسطس 1944 (توفي بصفته أسير حرب)
- Generalleutnant Maximilian von Edelsheim - من 20 أغسطس حتى 22 سبتمبر 1944 (بالنيابة)
- اللواء دير بانزرتروب والثر نرينج - 15 أكتوبر 1944 حتى 19 مارس 1945
- Generalleutnant Hans Källner - 19 مارس حتى 1 أبريل 1945
- اللواء دير المدفعية والتر هارتمان - 1 أبريل 1945 حتى نهاية الحرب

## ترتيب المعركة
- فرقة المشاة 377
- فرقة بانزر التاسعة
- فرقة المشاة الثالثة (الية)

يونيو 1942
ديسمبر 1942
يوليو 1943
- فرقة إس إس بانزر فيكينج
- فرقة بانزر 17
- فرقة بانزر الثالثة والعشرون

يناير 1945
- فرقة بانزر السادس عشر
- فرقة بانزر 17

## الأدب
- Verbände und Truppen der deutschen Wehrmacht und Waffen-SS im Zweiten Weltkrieg 1939-1945: Band 4. ISBN:3764810831.  Verbände und Truppen der deutschen Wehrmacht und Waffen-SS im Zweiten Weltkrieg 1939-1945: Band 4. ISBN:3764810831.  Verbände und Truppen der deutschen Wehrmacht und Waffen-SS im Zweiten Weltkrieg 1939-1945: Band 4. ISBN:3764810831.